# Fausto Vigevani
Fausto Vigevani (Coli, 30 luglio 1939 – Roma, 5 marzo 2003) è stato un politico e sindacalista italiano già senatore della Repubblica..

## Biografia
Nacque a Perino di Coli il 30 luglio 1939.
Socialista, allievo di Riccardo Lombardi, inizia la sua attività di sindacalista della CGIL a Piacenza nel 1963, per poi diventare nel 1968 Segretario della Camera del lavoro di Novara. Nel 1973 entra nella segreteria nazionale dei chimici della Filcea e nel 1977 ne diviene segretario generale. Nel 1981 entra nella segreteria confederale. Nel 1991 viene eletto segretario generale della Fiom.
Nel 1993 insieme a Renzo Penna, Sergio Ferrari, Mauro Beschi e altri sindacalisti della CGIL appartenenti alla cosiddetta "Sinistra lombardiana" del PSI fonda l'Associazione Labour.
Lascia l'attività sindacale nel 1994 quando viene eletto Senatore nel collegio di Fidenza - Salsomaggiore Terme nelle liste dei Progressisti. Viene riconfermato nello stesso collegio anche alle elezioni del 1996 nelle liste dell'Ulivo.
Viene nominato Sottosegretario di Stato per le finanze nel primo Governo Prodi (dal 22 maggio 1996 al 20 ottobre 1998) e nel primo Governo D'Alema (dal 21 ottobre 1998 al 21 dicembre 1999).
Nel 1998 è tra i fondatori dei Democratici di Sinistra come membro del Movimento dei Democratici, Socialisti e Laburisti (MDSL).
Molto attivo nel Collegio di elezione, aderisce e sostiene il Circolo "Giustizia e Libertà" di Fidenza, fondato fra gli altri da Dante Pedretti, Angelo Conforti, Massimo Pezzani, Davide Vanicelli, e il circolo "Fernando Santi" di Parma.
Muore a Roma il 5 marzo 2003 e viene sepolto nel cimitero di Settima di Gossolengo (PC).
Nell'ottobre 2004 Ediesse pubblica su iniziativa dell'Associazione Labour il primo dei due volumi dedicati al racconto della sua vita e al suo pensiero; Fausto Vigevani - La passione, il coraggio di un socialista scomodo (ne sono autori Pasquale Cascella, Giorgio Lauzi e Sergio Negri). Il secondo volume, Fausto Vigevani - Il sindacato, la politica esce nell'ottobre 2014 a cura di Sergio Negri ed Edmondo Montali. Questo volume raccoglie interventi di politici, economisti e sindacalisti che hanno incrociato il percorso sindacale e politico di Fausto Vigevani (tra gli altri Pierre Carniti, Bruno Trentin, Susanna Camusso, Paolo Leon, Cesare Damiano).
Nel dicembre 2012 nasce a Collecchio (PR) l'Associazione Labour Fausto Vigevani, a lui dedicata e attiva sui territori provinciali di Parma e Piacenza nella diffusione del suo pensiero politico e sindacale.